# Saulces-Monclin
 Saulces-Monclin  là một xã ở tỉnh Ardennes, thuộc vùng Grand Est ở phía bắc nước Pháp.